# فیل فورد (بازیکن بسکتبال)
فیل فورد (انگلیسی: Phil Ford؛ زادهٔ ۹ فوریهٔ ۱۹۵۶) بازیکن سابق و مربی بسکتبال اهل ایالات متحده آمریکا است.
وی همچنین برندهٔ جوایزی همچون جایزه سال بهترین تازه‌کار ان‌بی‌ای شده‌است.
از باشگاه‌هایی که در آن بازی کرده‌است می‌توان به بروکلین نتس، هیوستون راکتس، و میلواکی باکس اشاره کرد.
وی در مسابقات کشوری و بین‌المللی در مجموع برندهٔ ۱ مدال طلا شده‌است.